# 空盛桑運河快船

东西线航线图

空盛桑運河快船是泰國Family Transport公司以100艘40至50個席位的渡輪，每天為60,000名乘客在曼谷空盛桑運河（Khlong Saen Saep）上提供18公里長的公共渡輪服務，票價為10至20銖。1990年10月1日开始营运。每日早上5時30分至晚上8時30分运营。
2022年2月25日，开辟新的电动船航线。

## 航線
- 航行曼谷的邦巴沙都拍縣及挽甲必縣之間。
- 在巴吞旺縣及叻猜提威縣的水門梯頭：
  - 乘客可轉乘西線至金山寺；
  - 乘客可轉乘東線至國立發展管理學院（National Institute of Development Administration, NIDA），在那裡，乘客轉乘至他威宛他那縣及匯權縣，航道幾乎與永遠塞車的碧武里新路平行。

### 往金山寺（东线）
共服務19個梯頭。
1. 水門 （Prathu Nam）：水門市場、電腦中心及中央世界商業中心（CentralWorld）；
2. 奇隆 （Chit Lom）：- near Central Chidlom；
3. 無線電路：接近英國駐泰國大使館；
4. 那那北（素坤逸3街）：接近康民醫院（Bumrungrad Hospital）；
5. 那那茶（Nana Chard）：鄰近泰國觀光局總部（TAT HQ）
6. 阿素（Asok）：接近曼谷地鐵的碧武里車站；
7. 詩納卡琳威洛大學：詩納卡琳威洛大學（Srinakharinwirot University）（Prasarn Mit校園）；
8. 意泰大厦（Ital-Thai Tower）；
9. 越邁崇隆寺 （Wat Mai Chong Lom）：Royal City Avenue （RCA）；
10. 通羅街：許多精品商場的時尚購物街；
11. 許參第二大廈 （Charn Issara 2 Building）；
12. 空丹（Klong Tan）：拍崑崙縣接近碧武里新打路、南甘杏路、拍喃九路的交匯點，曼谷集體運輸系統以接駁客車連接高架電車的通羅車站或鵬蓬車站；
13. 呂蒙3洋行（The Mall 3）：位於南甘杏路，接近拍喃九路；
14. 兰甘亨29街 （Ramkhamhaeng 29）：皇朝酒店（Dynasty Hotel）；
15. 越貼麗拉寺 （Wat Thep Lila）：兰甘亨39街（Soi Ram Khamheang 39）；
16. 兰甘亨 （Ramkhamhaeng）：兰甘亨路；
17. 密玛哈泰桥 （Saphan Mith Mahat Thai）；
18. 越港寺 （Wat Klang）；
19. 挽甲必呂蒙洋行 （The Mall Bangkapi）：叻拋路；
20. 挽甲必 （Bang Kapi）：挽甲必縣署及噠叻；
21. 越诗汶良佛寺 （Wat Si Bun Rueang）：國立發展管理學院（National Institute of Development Administration, NIDA）。

### 往国立发展管理学院（西线）
其服務5個梯頭：
1. 云石桥（Saphan Phan Fa Lilat）：七世皇博物院（King Prajadhipok Museum），可步行至金山寺（Wat Saket）；
2. 母馬噠叻（Bobe Market）：大型成衣批發市場；
3. 乍能蓬 （Charoen Phon）
4. 石象橋 （Saphan Hua Chang）：接近群僑商業中心（MBK Center）及曼谷集體運輸系統的架空電車的國家運動場車站及沙炎車站；
5. 水門 （Pratu Nam）：水門市場、電腦中心及中央世界商業中心（CentralWorld）。

### 电动船线
1. 民武里县办公室（สำนักงานเขตมีนบุรี；Min Buri District Office，E32）
2. 民武里市场（ตลาดมีนบุรี；Talat Min Buri，E31）
3. 邦参闸北（ประตูน้ำบางชันเหนือ；Pratunam Bang Chan Nuea，E30）
4. 邦参闸南（ประตูน้ำบางชันใต้；Pratunam Bang Chan Tai，E29）
5. 洛莱艾社区（ชุมชนหลอแหลใหญ่；Chumchon Lolae，E28）
6. 红清真寺（สุเหร่าแดง；Surao Daeng，E27）
7. 龙赛村（หมู่บ้านร่มไทร；Romsai Village，E26）
8. 拉哈运河（คลองระหัส；Khlong Rahat，E25）
9. 社里泰26巷（เสรีไทย 26；Seri Thai 26，E24）
10. The Paseo商场（ห้างพาซิโอ；Paseo，E23）
11. 邦米威他亚学校（โรงเรียนพร้อมมิตรพิทยา；Prommitr Wittaya School，E22）
12. 越诗汶良佛寺（วัดศรีบุญเรือง；Wat Sriboonruang，CEN）